# Кох Конг
Кох Конг (на кхмерски: ខេត្តកោះកុង) (буквално: Провинция остров Конг) (до 1996 г. Кхет Каох Конг) е една от двайсетте провинции в Камбоджа. На север граничи с провинция Поусат, на югоизток с централно администрираната община Преах Сианук и с провинция Кампот, на юг и на запад с Тайландския залив, а на изток с Кампонг Спъ.
Кох Конг е една от най-слабо заселените провинции в страната.

## Административно деление
Провинция Кох Конг се състои от един самостоятелен град-административен център Кронг Каох Конг и от осем окръга, които от своя страна се делят на 33 комуни, в които влизат 133 села.
| ISO код | Окръг (кхмерски) | Окръг (български) |
| ------- | ---------------- | ----------------- |
| 0901    | បូទុមសាគរ           | Ботум Сакор       |
| 0902    | គីរីសាគរ            | Кири Сакор        |
| 0903    | កោះកុង              | Каох Конг         |
| 0904    | ស្មាច់មានជ័យ          | Смат Меан Тей     |
| 0905    | មណ្ឌលសីម៉ា           | Мондол Сейма      |
| 0906    | ស្រែអំបិល            | Срае Амбел        |
| 0907    | ថ្មបាំង             | Тхмо Банг         |
| 0908    | កំពង់សីលា            | Кампонг Сейла     |